# Театр Капраника
Театр Капраника (итал. Teatro Capranica) ― театр, расположенный на площади Капраника, в районе Колонна в Риме. Основанный в 1679 году семьёй Капраника и размещённый в палаццо Капраника, построенном в эпоху раннего Возрождения, он стал вторым публичным театром, открывшимся в Риме. В его стенах состоялись премьеры множества барочных опер («Тита и Береники» Кальдары, «Гризельды» Скарлатти, «Юстина» и «Геркулеса на Термодонте» Вивальди). Театр Капраника перестал функционировать как оперный театр в 1881 году, а в 1922 году была преобразован в кинотеатр, который был закрыт в 2000 году. После этого здание сдавалось в аренду и использовалось в качестве места проведения конференций и выступлений.

## История
Палаццо, в котором располагался театр, было построено в 1451 году в качестве личной резиденции для кардинала Доменико Капраники. В нём позже располагалась основанная кардиналом в 1457 году Коллегия Капраника, где обучались молодые священнослужители. Палаццо  ― один из немногих сохранившихся образцов римской жилой архитектуры эпохи раннего Возрождения. Оно имеет большую боковую башню и бельетаж с тремя бифориями и тремя окнами в стиле поздней готики, которые могут свидетельствовать, что дворец, возможно, включает остатки более раннего строения. В конце 1670-х годов Помпео Капраника организовал в палаццо частный театр, для которого были переоборудованы семейные апартаменты, не изменив при этом внешнего вида здания. Театр был открыт 6 января 1679 года премьерой оперы Бернардо Пасквини «Где любовь — это жалость», звездой которой был скрипач Арканджело Корелли.
С восшествием на папский престол Александра VIII Помпео Капраника и его брат Федерико получили разрешение увеличить в размерах здание своего театра и открыть его для публики. Реализация архитектурного проекта была поручена Карло Буратти, ученику архитектора Карло Фонтаны, который полностью перестроил здание театра в 1694 году, придав ему стандартную U-образную форму с богатым орнаментом и шестью ярусами по 26 лож в каждом. Он вновь открылся уже как публичный театр (второй подобный в Риме) 18 января 1695 года с постановкой «Клеарх в Негропонте», трёхактной оперы совместного сочинения композиторов Джованни Лоренцо Лульера, Томмазо Гаффи и Карло Франческо Чезарини. Но в новом театре всё ещё не было входа для публики, выходящего на улицу. Посетители могли попасть в театр только через плотницкую мастерскую, располагавшуюся на первом этаже дворца. Согласно договору аренды мастерская должна была прекращать свою деятельность на время оперного сезона, а также за свой счёт содержать деревянную лестницу, через которую зрители могли подниматься в театр. Такая ситуация существовала вплоть до XIX века.
При папе Иннокентии XII публичные театральные представления были вновь запрещены, и Театро Капраника не функционировал с 1699 по 1711 год. Когда этот запрет был снят, братья Капраника вновь открыли театр, вскоре сумев попасть под покровительство кардинала Пьетро Оттобони, который внёс свою лепту в финансирование реконструкции, требовавшейся театру после длительного простоя, и нанял для неё своего архитектора Филиппо Юварру, который занялся реставрацией сцены. На протяжении 20 лет после повторного открытия театр переживал период расцвета, в который он стал главным публичным оперным театром Рима, в стенах которого прошли премьеры множества новых опер, а также использовались новаторские декорации, создававшиеся по проектам Филиппо Юварры и Франческо Галли да Бибьены. Композитор Алессандро Скарлатти активно сотрудничал с театром, на сцене которого состоялись премьеры нескольких его ранних опер (с 1679 года). Вернувшись в Рим в 1718 году после нескольких лет, проведённых в Неаполе, он поставил для театра три свои лучшие оперы: «Телемах», «Марк Атилий Регул» и «Гризельда». В период с 1718 по 1721 год в Театро Капраника также состоялись премьеры оратории Скарлатти «Славное сосятзание между святостью и мудростью» (итал. La gloriosa gara tra la Santità e la Sapienza), а также нескольких его кантат.
С появлением новых общественных театров в Риме, таких как Театро Алиберт (1718), Театро Валле (1727) и Театро Арджентина (1732), значение Театро Капраника постепенно стало уменьшаться, хотя в 1750-х годах Гольдони очень любил его за постановки там своих пьес. В 1760 году он написал свою комедию «Pamela maritata» специально для него. Театр пережил, начиная со второй половины XVIII века, ещё несколько реконструкций, закрытий и смены владельцев. К XIX веку он перестал быть ведущим оперным театром в городе и стал специализироваться преимущественно на комических операх и пьесах, часто исполнявшихся на римском диалекте, акробатических представлениях и кукольных спектаклях. Театр вернулась в собственность семьи Капраника в 1853 году, когда маркиз Бартоломео Капраника выкупил его у принца Алессандро Торлонии и потратил много денег на его реконструкцию. Однако театр так и не сумел восстановить свой прежний престиж. Американский писатель Генри П. Леланд описал его в 1863 году следующим образом:
место отдыха для римских «миненти» во всей своей красе. Сюда пришли сапожник, портной и мелкий ремесленник, все со своими жёнами или любовницами, а с ними и зажиточный крестьянин, у которого нашлось десять центов, чтобы заплатить за вход. Здесь зрители плакали и смеялись, аплодировали актёрам и разговаривали друг с другом через весь зрительный зал
В конце концов траты на содержание и сокращение аудитории привели к окончательной гибели театра. Он навсегда закрылся после исполнения оперы Верди «Эрнани» 1 марта 1881 года. Сначала он сдавался в аренду под мебельный склад, но затем стоял совершенно пустым с 1895 по 1922 год, после чего его переоборудовали в кинотеатр.

## Театро Капраника сегодня
После закрытия кинотеатра «Капраника» в 2000 году здание театра с 800 местами для зрителями и совсем небольшой сценой было вновь открыто в качестве площадки для проведения конференций и выступлений, сдаваемой в аренду. Под патронажем владельца отеля «Nazionale» и под управлением «Montecitorio Eventi S. r.l.» в Театро Капраника прошли четыре небольших оперных спектакля ассоциации «Aulico — Opera & Musica». На протяжении многих лет здание театра служило местом проведения многочисленных собраний итальянских политических партий. В январе 2013 года Сильвио Берлускони выступил там с двухчасовой речью, в рамках которой представил кандидатов от «Народ свободы» на парламентских выборах в Италии в 2013 году. Во время съезда Демократической партии Италии в Театро Капраника, продолжавшегося до глубокой ночи 19 апреля 2013 года, Пьер Луиджи Берсани подал в отставку с поста лидера партии после того, как ему не удалось сформировать коалиционное правительство.

## Премьеры
В Театро Капраника прошли премьеры более 50 произведений (включая оперы, оратории, кантаты и пьесы). Первой оперой, премьера которой состоялась в этом театре, была «Где любовь — это жалость» (итал. Dov'è amore è pietà) Бернардо Пасквини, поставленная на его сцене в день открытия театра в 1679 году. Премьера оперы Риккардо Броски «Остров Альцины» (итал. L'isola di Alcina) в 1728 году была отмечена исполнением роли Руджьера его братом, знаменитым певцом-кастратом Фаринелли. Как и большинство опер, премьеры которых проходили в Капранике до 1750 года, она была написана в жанре опера-сериа. Премьеры в театре после 1750 года проходили почти исключительно в жанре опера-буффа, к ним относились «Певичка» (итал. La cantarina) Галуппи (1756) или «La donna di spirito» Пиччинни (1770).